# MCSA
MCSA — аббревиатура англ. Microsoft Certified Systems Administrator, сертифицированный системный администратор Microsoft.
Для получения статуса MCSA нужно сдать следующие экзамены от Microsoft:
- Раздел: Сетевая система (требуется два экзамена)
  - Экзамен 70-290: Managing and Maintaining a Microsoft Windows Server 2003 Environment
  - Экзамен 70-291: Implementing, Managing, and Maintaining a Microsoft Windows Server 2003 Network Infrastructure
- Раздел: Операционная система клиента (требуется один экзамен)
  - Экзамен 70-270: Installing, Configuring, and Administering Microsoft Windows XP Professional
  - Экзамен 70-210: Installing, Configuring, and Administering Microsoft Windows 2000 Professional
  - Экзамен 70-620: Windows Vista, Configuring
- Раздел: дополнительные экзамены (требуется один экзамен)
  - Экзамен 70-089: Designing, Implementing, and Managing a Microsoft Systems Management Server 2003 Infrastructure
  - Экзамен 70-227: Installing, Configuring, and Administering Microsoft Internet Security and Acceleration (ISA) Server 2000, Enterprise Edition
  - Экзамен 70-235: TS: Developing Business Process and Integration Solutions Using BizTalk Server 2006
  - Экзамен 70-262: TS: Microsoft Office Live Communications Server 2005 — Implementing, Managing, and Troubleshooting
  - Экзамен 70-284: Implementing and Managing Microsoft Exchange Server 2003
  - Экзамен 70-299: Implementing and Administering Security in a Microsoft Windows Server 2003 Network
  - Экзамен 70-350: Implementing Microsoft Internet Security and Acceleration (ISA) Server 2004
  - Экзамен 70-431: TS: Microsoft SQL Server 2005 — Implementation and Maintenance
  - Экзамен 70-500: TS: Microsoft Windows Mobile Designing, Implementing, and Managing
  - Экзамен 70-631: TS: Windows SharePoint Services 3.0, Configuring

Всего — четыре экзамена.
Перед экзаменом рекомендуется прослушать курс подготовки для этого экзамена и некоторое время проработать по теме экзамена. Все экзамены имеют форму тестирования, язык тестирования — английский.
MCSA имеет два варианта специализации — MCSA:Messaging и MCSA:Security. В первом случае надо дополнительно вместо экзамена из раздела «Дополнительные экзамены» сдать
- Экзамен 70-284: Implementing and Managing Microsoft Exchange Server 2003

Во втором случае вместо экзамена из раздела «Дополнительные экзамены» сдать на выбор два экзамена из
- Exam 70-299: Implementing and Administering Security in a Microsoft Windows Server 2003 Network
- Exam 70-227: Installing, Configuring, and Administering Microsoft Internet Security and Acceleration (ISA) Server 2000, Enterprise Edition
- Exam 70-350: Implementing Microsoft Internet Security and Acceleration (ISA) Server 2004
- Exam 70-351 TS: Microsoft Internet Security and Acceleration Server 2006, Configuring

или, вместо сдачи одного экзамена, предъявить сертификат CompTIA Security+, Comptia A+ и Comptia Security+, CISM, SSCP, CISA, CISSP.
Сертификаты Microsoft можно получить путем сдачи экзаменов, соответствующих определенной сертификации. Процесс получения сертификата менялся несколько раз с момента его создания.
Текущая версия была представлена в феврале 2020 года, когда Microsoft объявила об отмене всех существующих сертификатов Microsoft Certified Professional (MCP), Microsoft Certified Solutions Developer (MCSD), Microsoft Certified Solutions Expert (MCSE) и Microsoft Certified Solutions Associate (MCSA) и о введении новых способов получения и поддержания сертификатов Microsoft. В соответствии с новым процессом количество и набор экзаменов, необходимых для получения сертификата Microsoft, варьируется.